# Пегарьков, Николай Григорьевич
Николай Григорьевич Пегарьков — советский хозяйственный, государственный и политический деятель.

## Биография
Родился в 1924 году в селе Садовое. Член КПСС.
Участник Великой Отечественной войны, старший радист 1365-й отдельной радиороты РГК. С 1947 года — на хозяйственной, общественной и политической работе. В 1947—1991 гг. — комсомольский работник, секретарь районного комитета комсомола в Воронежской области, заместитель председателя райисполкома Хохольского района, председатель колхоза «Великий Октябрь» Хохольского района Воронежской области.
Избирался народным депутатом СССР.
Умер в Садовом в 2002 году.